# Vall de Núria (estació d'esquí)
Vall de Núria és una estació d'esquí alpí situada a la vall del mateix nom i és gestionada per Ferrocarrils de la Generalitat de Catalunya (UN Turisme i Muntanya), com el cremallera d'accés al Santuari.

## Història
El projecte de l'estació de la Vall de Nuria neix en el primer terç del segle XX per donar resposta a les necessitats d'accés al Santuari de Núria i el naixement dels primers moviments excursionistes, de senderisme i esqui.
El tren cremallera es va començar a construir el 1926 i el 1931 es va inaugurar. El 1953 s'edificaria l'estació d'esquí.
A partir de les inundacions del 1982 Ferrocarrils de la Generalitat intervé l'empresa i el 1984 entra a formar part de la seva xarxa.

## Descripció
L'estació disposa d'un total d'onze pistes d'esquí alpí (tres verdes, tres blaves, tres vermelles i dues negres) així com tres pistes per a trineus, un circuit de raquetes, un snow-park, un Border Cross i un Parc Lúdic. Amb un total de 7,6 km esquiables. Actualment disposa de 88 canons de neu artificial en suplement de la innivació natural.

## Pistes
Les pistes d'esquí que es troben a Vall de Núria són les següents:
- Mulleres (vermella), 1035 m de longitud. Desnivell: 288 m
- Pala Boja (negra), 241 m de longitud. Desnivell: 100 m
- Pala Bèstia (negra), 783 m de longitud. Desnivell: 288 m
- Soleia (vermella), 650 m de longitud. Desnivell: 194 m
- Les Creus (blava), 1752 m de longitud. Desnivell: 288 m
- Del Bac (vermella), 805 m de longitud. Desnivell: 179 m
- Coma del Clot (blava), 750 m de longitud. Desnivell: 170 m
- Funicular (blava), 744 m de longitud. Desnivell: 150 m
- Eina (verda), 354 m de longitud. Desnivell: 46 m
- Finestrelles(verda), 400 m de longitud. Desnivell: 35 m
- Roc Malé (verda), 100 m de longitud. Desnivell: 5 m

Pel que fa a remuntadors, l'estació disposa del telecadira de la Pala (anomenat pels esquiadors Jordi Monjo) de quatre places de pinça fixa, que vertebra l'estació (anant de la seva cota més baixa, 1.964 m, a la més alta, 2.252); el telecabina de la Coma del Clot, un telecabina polsat que permet l'accés a l'alberg del Pic de l'Àliga i dos telesquís que cobreixen a la zona de debutants. La cinta de Roc Malé, que dona accés a la pista d'aprenentatge del mateix nom, i la pista de debutants d'ús exclusiu de l'escola d'esquí. Per als més menuts hi ha la zona del Parc Lúdic on es troba la cinta marmota que dona accés a la pista de trineus i tubby's.
L'estació compta amb la distinció Q de qualitat turística que atorga l'Instituto para la Calidad Turística Española que garanteix la qualitat dels serveis de cara al consumidor.